# Йирасек, Ян
Ян Йи́расек (чеш. Jan Jirásek; род. 9 января 1955, Рихнов-над-Кнежноу) — чешский кинокомпозитор.
Учился в Академии музыки имени Яначека в Брно у Зденека Зоугара. Работал музыкальным редактором на Чешском радио.
Автор музыки к нескольким фильмам чешского производства. За музыку к кинофильмам «Неясная весть о конце света» Юрая Якубиско (1997) и «Букет» Франтишека Антонина Брабеца (2000) дважды удостоен премии «Чешский лев».